# 滑津川 (福島県)
滑津川（なめつがわ）は、福島県いわき市を流れる河川であり、二級水系滑津川水系の本流である。

## 地理
いわき市中央部の平上荒川の丘陵地を水源とし、平下荒川、平上高久、平下高久各地域を流れ太平洋へ注ぐ。上流部は平市街地南部に当たり、中流、下流域は水田とその周囲に点在する集落が広がる。支流の吉野谷川上流は福島県最大の住宅地であるいわきニュータウンとして造成されている。2011年3月11日に発生した東日本大震災に伴う津波により下流域では甚大な被害が出たことから、防潮堤整備と合わせ当河川の河口部に滑津川水門が新たに建設され、2018年3月より供用が開始された。

## 流域の自治体
福島県
- いわき市

## 支流
- 草木川
- 砂屋戸川
- 吉野谷川
- 山口川
  - 日渡川
  - 神下川
- 中妻川

## 主な橋梁
- 下滑津橋 - 福島県道382号豊間四倉線
- 滑津橋 - 福島県道15号小名浜四倉線
- 高久橋 - 一級市道150045号馬場八幡線
- 清水橋 - 一般市道011561号清水1号線
- 鶴ケ井橋 - 二級市道160041号前ノ内菅谷線
- 鶴ヶ井橋 - 一般市道011585号馬場中川線
- 高久橋 - 福島県道241号下高久谷川瀬線
- 塩田橋 - 一般市道011446号上高久五反田2号線
- 神明橋 - 福島県道241号下高久谷川瀬線
- 小泉橋 - 一般市道011420号中山吉野谷線
- 続橋 - 一般市道011410号柳町3号線
- 中山橋 - 一般市道011411号柳町桜町線
- 不動橋 - 国道6号常磐バイパス
- 赤橋 - 一般市道011410号柳町3号線
- 柳町橋 - 一般市道011407号柳町1号線
- 久世原橋 - 一般市道011736号久世原団地1号線
- 五理内橋 - 一般市道011401号川前五理内線
- 平工橋 - 一般市道011396号川前諏訪下線
- 川前橋 - 福島県道26号小名浜平線
- 鶴ヶ町橋 - 一般市道011399号下荒川鶴ケ町線
- 砂屋戸橋 - 一般市道011383号長尾仲山町線
- 安草橋 - 一般市道011387号堀ノ内鶴ケ町線
- 荒川橋 - 一般市道012042号十五町目若葉台線（鹿島街道）
- 五郎内1号橋 - 一般市道011345号砂屋戸桜町線
- 五郎内2号橋 - 一般市道011350号五郎内3号線
- 五郎内橋 - 一級市道150050号綴町上荒川線
- 上荒川橋 - 国道49号平バイパス

## 河川施設
- 滑津川水門
- 日渡防災調節池
- 神下防災調節池
- 吉野谷防災調節池
- 中妻堰
- 中山堰
- 神明堰